# De Fryske Marren
De Fryske Marren (do końca 2015 roku ''De Friese Meren'') – gmina w Holandii, w prowincji Fryzja. Została ona utworzona w 2014 r. poprzez połączenie gmin Gaasterland-Sloten, Lemsterland, Skarsterlân oraz Boarnsterhim. W 2023 roku gmina liczyła 51 992 mieszkańców.
Na terenie gminy znajduje się kilkadziesiąt miejscowości: Akmarijp, Bakhuizen, Balk, Bantega, Boornzwaag, Broek, Delfstrahuizen, Dijken, Doniaga, Echten, Echtenerbrug, Eesterga, Elahuizen, Follega, Goingarijp, Harich, Haskerhorne, Idskenhuizen, Joure, Kolderwolde, Langweer, Legemeer, Lemmer, Mirns, Nijehaske, Nijemirdum, Oldeouwer, Oosterzee, Oudega, Oudehaske, Oudemirdum, Ouwster-Nijega, Ouwsterhaule, Rijs, Rohel, Rotstergaast, Rotsterhaule, Rottum, Ruigahuizen, Scharsterburg, Sint Nicolaasga, Sintjohannesga, Sloten, Snikzwaag, Sondel, Terherne, Terkaple, Teroele, Tjerkgaast, Vegelinsoord oraz Wijckel.
Od listopada 2024 roku burmistrzem gminy jest Klaas Agricola.